# Lobelia stricta
Lobelia stricta là loài thực vật có hoa trong họ Hoa chuông. Loài này được Sw. mô tả khoa học đầu tiên năm 1788.